# Старый порядок
Ста́рый поря́док; также Ста́рый режи́м (фр. Ancien Régime, французское произношение: [ɑ̃sjɛ̃ ʁeʒim]) или Дореволюцио́нная Фра́нция — публицистический и историографический термин, характеризующий политический и социально-экономический режим, существовавший во Франции приблизительно с конца XVI — начала XVII веков вплоть до Великой Французской революции. Как пишет французский историк П. Губер, «Монархия Старого порядка родилась в гражданских войнах, которые привели Францию к краху во второй половине XVI в.» Однако, некоторые его черты возникли ещё ранее, в XV−XVI веках. Особенности Старого порядка во многом предопределили Великую Французскую революцию и её характер:

Французская революция останется лишь тёмным местом для тех, кто не захочет видеть ничего, кроме неё; свет, способный её прояснить, надо искать во времени, которое ей предшествовало. Без чёткого представления о старом обществе, его законах, его пороках, его убожестве и величии, никогда не станет понятно, что же делали французы в течение шестидесяти лет, последовавших за его падением… 
— А. Токвиль

## Общая характеристика

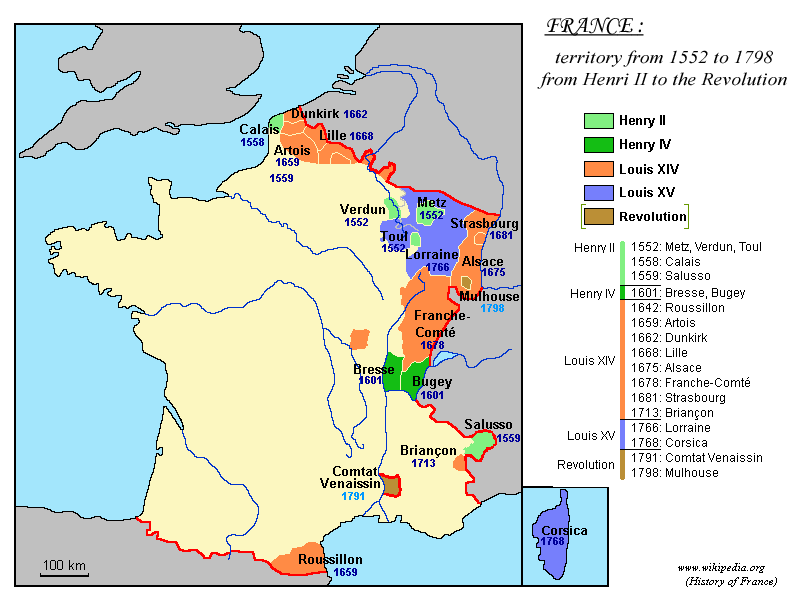
Территориальные приобретения Франции в Европе с 1552 по 1798 год

По словам П. Губера, «Старый порядок — это прежде всего, форма общества». Сложившееся во Франции общество до Великой Французской революции довольно сильно отличалось от того, что было в соседних государствах. Марксистские историки полагали, что это было феодальное общество, поскольку присутствовал феодальный способ производства и именно феодальная собственность на землю. Однако подавляющее большинство немарксистских историков с этим не согласно, прежде всего по той причине, что в нём отсутствовали основные, по их мнению, признаки феодализма. Так, крепостное право во Франции повсеместно исчезло уже к концу XIII века, система вассально-ленных отношений (феодальная лестница) также якобы исчезла задолго до Старого порядка. Сильный удар по феодальным пережиткам был нанесён кардиналом Ришельё в начале XVII века. Как указывает историк Р. Мандру, кардинал уничтожил замки-крепости французских герцогов и баронов, сохранившиеся со времён Средневековья, распустил их частные армии, запретил дуэли и ввёл полицейские ограничения на свободы французской знати. С этого момента во Франции окончательно сформировался абсолютизм — сильная неограниченная власть монарха, которая также нехарактерна для феодализма с его системой рыхлой вассальной зависимости («вассал моего вассала — не мой вассал»).
Вместе с тем Старый порядок имел мало общего и с капитализмом, который бурно развивался в соседних странах Англии, Голландии, Германии и Италии. В отличие от этих стран, Франция той эпохи характеризовалась неразвитостью товарно-денежных отношений и преобладанием натурального обмена (см. далее). А. Токвиль сравнивал некоторые черты Старого порядка с империей Великих Моголов, другие авторы той эпохи проводили параллель с державой Ахеменидов и сравнивали французские провинции с ахеменидскими сатрапиями, есть много общих черт с Китаем XIV—XVIII веков, что позволяет некоторым авторам относить Старый порядок к особому типу общества, не феодальному и не капиталистическому, который в основном был характерен для стран Востока.
Характерной чертой Старого порядка являлась сословность. Всё французское общество делилось на три сословия — католическое духовенство, дворянство и так называемое третье сословие. В политической сфере делался упор на божественное право королей править своими подданными. Абсолютный монарх (самым знаменитым из которых был «Король-Солнце», Людовик XIV) обладал неограниченной властью.
Старый порядок соответствовал нескольким историческим периодам в истории Франции. Окончательно сложившись к концу эпохи сословной монархии, он в основном существовал в течение эпохи Ришельё и французского абсолютизма. Период до заключения Утрехтского мира (1714), пока могущество Франции шло вверх, принято называть великим веком (Grand Siècle), а последующее время — веком галантным. После революционных потрясений многие французы с ностальгией вспоминали «старые порядки». Талейран как-то заметил, что не жившие при старом режиме не могут знать, что такое сладость бытия.

## Государственное устройство
Многие черты государственного устройства Франции имели внешнее сходство с другими европейскими странами. Во главе государства стоял король, которому подчинялись министры; в провинциях существовали губернаторы и парламенты, в городах — местные муниципальные органы. Однако были и важные отличия, делавшие Францию непохожей на её соседей.
Важнейшее из них состояло в системе продажи государственных должностей (paulette), охватывавшей весь государственный аппарат как в Париже, так и в провинциях. Практика продажи государственных должностей появилась во Франции ещё в начале XVI века при Людовике XII, но в окончательном виде сложилась в начале XVII века при Генрихе IV, когда эта система стала всеохватывающей, пожизненной и наследственной, и просуществовала до 1789 года. Стоимость высших государственных должностей в последние десятилетия перед Великой французской революцией достигала 200—300 тысяч ливров (фунтов) и более, что было эквивалентно стоимости роскошного особняка с полной обстановкой. Вместе с покупкой должности чиновник получал право на пожизненную «ренту», которая, как правило, позволяла многократно окупить произведённые затраты. По словам А. Токвиля, система продажи должностей постепенно стала чем-то столь странным, чего никогда ранее не было видано в мире.
Указанная практика являлась одной из важных причин неэффективности и крайнего бюрократизма французской государственной машины, которые сохранялись до самой революции 1789 года. Как пишет Р. Мандру, введение системы продажи должностей во Франции в начале XVII века привело к бесконтрольности чиновников и чиновничьему произволу: чиновники полагали, что приобретая должность, да ещё пожизненную и с правом наследования, они получают полную независимость в своих действиях от центральной власти. А. Токвиль указывал, что в результате существования данной системы во Франции появилось «невероятное количество совершенно бесполезных, а то и вредных, должностей… Таким образом соорудили себе столь огромную, замысловатую, громоздкую и непроизводительную административную машину, что пришлось оставить её некоторым образом работать вхолостую, а за её пределами изготовить для себя простой и удобный в обращении инструмент управления, с помощью которого и сделать по-настоящему то, что все эти чиновники делали для виду».
Примером существования таких параллельных структур с одинаковыми функциями может служить институт королевских интендантов в провинциях, который был введён Ришельё и укрепился в последующий период. Интенданты обладали широкими полномочиями, которые превосходили полномочия провинциальных губернаторов (глав провинций) и парламентов, и их функции во многом дублировали функции последних (налоги и финансы, внутренняя политика, судопроизводство и т. д.). Известный финансист англичанин Лоу был изумлён этой особенностью французской системы управления: «Никогда бы не поверил в то, что видел сам, будучи контролёром финансов. Знайте же, что французское королевство управляется тридцатью интендантами. У вас нет ни парламента, ни штатов, ни наместников; есть только тридцать стряпчих, разосланных по провинциям, от которых и зависит счастье или несчастье этих провинций, их изобилие или бесплодие».
Система покупки и пожизненного владения государственными должностями была постоянным источником коррупции. Приобретя должность, каждый чиновник стремился окупить произведённые затраты, используя при этом своё служебное положение. Историками приводятся примеры крупных состояний, накопленных чиновниками за годы своей службы, в то время как в момент начала своей карьеры некоторые из них были бедны.
В 1771 году Людовик XV попытался отменить куплю-продажу и наследование ряда должностей, но этот план встретил сильное противодействие со стороны аристократии, и после смерти короля о нём забыли.

## Социальная структура

### Первое ивторое сословия

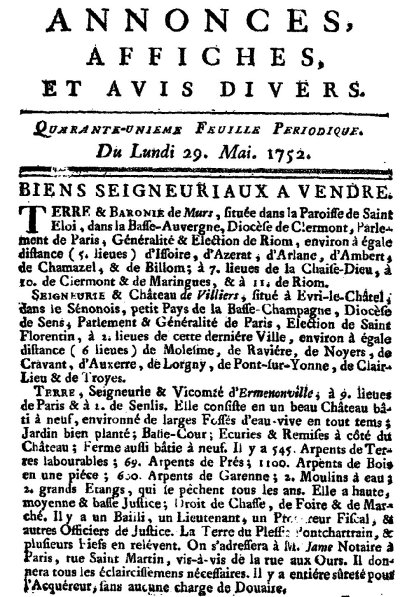
Объявление 1752 года о продаже фьефа и титула, который нужно зарегистрировать в провинциальных штатах

Первое и второе сословия (дворянство и духовенство) были освобождены от уплаты любых налогов, имели исключительные политические права и ряд других привилегий по отношению к остальному населению. Большинство государственных должностей могли занимать только дворяне, они же формировали парламенты, куда практически невозможно было попасть представителям третьего сословия. Например, в составе парламента провинции Бретань в период с 1660 по 1789 гг. не было ни одного члена, не имевшего дворянского титула.
Одновременно с продажей государственных должностей во Франции широко распространилась и практика продажи дворянских титулов. Этим широко пользовались нувориши из третьего сословия, которые через данный механизм превращались в дворян. Новый слой дворянства, образовавшийся посредством покупки титулов, называли «дворянство мантии» (noblesse de robe), в то время как старую потомственную аристократию называли «дворянством шпаги» (noblesse d’épée).
В результате указанной практики в течение существования Старого порядка произошло очень сильное разбавление французского дворянства разбогатевшими выходцами из третьего сословия. Например, в Парижском парламенте в XVIII веке из 590 его членов лишь 6 % относились к потомкам старой аристократии, существовавшей до 1500 года, а 94 % членов парламента принадлежали семьям, получившим дворянский титул в течение XVI—XVIII вв. По мнению историков, к XVIII в. между новым и старым дворянством исчезли сколько-либо существенные различия, и они сформировали единую «касту».
В середине XVIII в. возникла теория, пользовавшаяся популярностью среди французской аристократии, согласно которой дворянство во Франции произошло от «расы завоевателей» — франков, в то время как всё остальное население было потомками галльских крестьян, в своё время покорённых франками; таким образом, особое положение аристократии получило расовое обоснование.

### Третье сословие

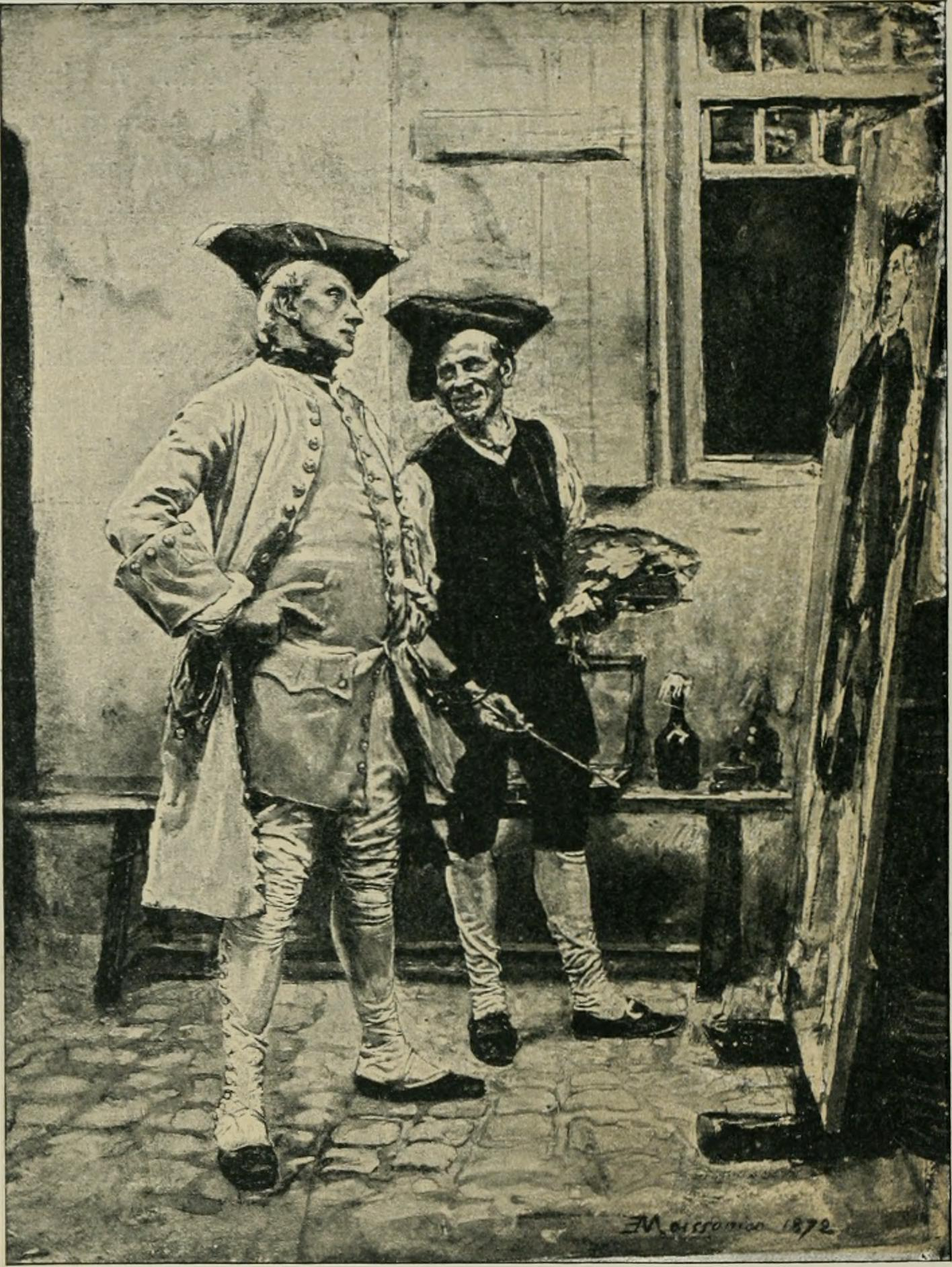
Жанровая сцена из XVIII века. Жан-Луи-Эрнест Мейссонье, 1897 г.

Третье сословие включало около 98 % населения Франции и было неоднородным. Наиболее крупными социальными группами в его составе были крестьянство (более 85 % населения) и «буржуазия», под которой понимали средний класс, придерживавшийся «буржуазного» стиля жизни, соответствовавшего его довольно скромному уровню доходов, поскольку те буржуа, которым удавалось разбогатеть, как правило, спешили купить себе дворянский титул и покидали ряды буржуазии, примкнув к аристократии. Английские историки А. Милвард и С. Саул подсчитали, что во Франции конца XVIII века средний уровень доходов аристократии в 10 раз превышал средний уровень доходов буржуазии, а последний, в свою очередь, также примерно в 10 раз превышал средний уровень доходов крестьян и наёмных работников.
Самым тяжёлым было положение крестьян, которые несли основное бремя налогов и сборов, страдали от произвола землевладельцев и королевской бюрократии и не имели никакого политического представительства. По оценкам, совокупное налоговое бремя крестьян по отношению к помещикам, государству и церкви (налоги, арендная плата, десятина и т. д.) составляло в среднем 30—40 % от валового урожая (или порядка 45—50 % от нетто-урожая, за вычетом семенного фонда). Помимо этого, крестьян часто привлекали к принудительным неоплачиваемым работам на государство (строительство дорог и т. д.) и на помещиков.
По свидетельствам очевидцев, 3/4 крестьян во Франции круглый год — и летом, и зимой — ходили в одной и той же изношенной одежде, так как другой у них не было, и в деревянных ботинках (сабо) на босу ногу; зимой они сильно мёрзли, так как в их жилищах не было никакого отопления, а леса, как правило, были собственностью помещиков или короля, и вход туда был запрещён. Крестьянские бунты были постоянным явлением, порой охватывая большие территории. Особенно большой размах они приобрели в 1789 г., когда крестьяне пожгли много помещичьих усадеб (события, получившие название «Великий страх» — Grande Peur).
Многочисленные факты свидетельствуют о наличии сильного антагонизма между дворянством и третьим сословием, что особенно проявилось в первые годы революции. Слова «аристократы» и «аристократия» в то время стали ругательными, а сами дворяне и их семьи стали объектом террора, издевательств и нападок со стороны народных масс. Французские историки Ф. Фюре и Д. Рише полагают, что это стало следствием «комплекса унижения», сформировавшегося у массы простых французов к концу существования Старого порядка.

## Аграрные отношения
На большей части французской территории существовало крупное помещичье землевладение наряду с мелким крестьянским землевладением. Большинство крестьян владели собственными маленькими участками земли и одновременно арендовали землю у помещиков. Лишь на самом юге (в Лангедоке) господствовали крестьянские хозяйства; крупное помещичье землевладение там было полностью уничтожено в годы Религиозных войн.
Сельское хозяйство велось патриархальными методами, урожайность была низкой. Вплоть до середины XVIII века во Франции практически не было инноваций в сельском хозяйстве, в то время как в соседней Англии они внедрялись уже в течение нескольких столетий.
Характерной особенностью аграрных отношений эпохи Старого порядка стали баналитеты — «феодальные» обязательства крестьян перед помещиками. К ним относились, например, плата за проезд по дороге, требование в обязательном порядке молоть муку на помещичьей мельнице (за высокую плату), запрет на торговлю вином в пиковый сезон спроса на него, отработка определённого количества дней на помещика (барщина) и т. д. Современные историки установили, что баналитеты не были «пережитком феодализма», как это полагали ранее, а являлись новым феноменом, возникшим в течение XVI—XVIII вв. И ведущую роль в его широком распространении играла не старая потомственная аристократия («дворянство шпаги»), а «дворянство мантии» — новый слой аристократии, выдвинувшийся из числа разбогатевших буржуа. По подсчётам, через баналитеты помещики выкачивали из крестьян, помимо арендной платы за землю, в среднем около 15 % годового валового дохода последних.
Отмена баналитетов стала одним из первых решений Великой Французской революции. Однако во многих случаях это не привело к улучшению положения крестьян: помещики взамен либо увеличивали размер арендной платы с крестьян, либо попросту переименовывали баналитеты, звучавшие слишком одиозно. Поэтому по своему характеру они представляли собой монопольные права крупных землевладельцев, которые отчасти сохранились и после революции.
Характерной чертой Франции той эпохи являлись периодически повторявшиеся голодоморы («кризисы выживания»). Во время сильных голодоморов, повторявшихся приблизительно раз в 15 лет и охватывавших значительную часть страны, смертность среди населения достигала 10-20 %; но мелкие локальные «кризисы выживания» в тех или иных провинциях происходили практически ежегодно. Одну из причин историки видят в существовании крупного помещичьего землевладения. Так, голодоморов не было на юге Франции, где крупное помещичье землевладение ранее было уничтожено. Историк С. Каплан указывает, что голодоморы нередко были следствием спекуляций зерном, организованных местной аристократией — помещиками и чиновниками, чему приводит множество фактов.

## Торговля и финансы
Франция эпохи Старого порядка характеризовалось крайне слабым развитием торговли и денежного обращения. Внутри страны существовало множество внутренних таможен, что препятствовало внутренней торговле. В области внешней торговли с начала XVII в. и вплоть до середины XVIII в. существовала государственная монополия, препятствовавшая её развитию.
Как указывает П. Губер, за всю историю Старого порядка, вплоть до середины XVIII в., во Франции никогда не было нормальных денег и нормального денежного обращения, какое существовало в большинстве соседних стран. Франция была в то время единственной страной на Западе Европы, у которой не было государственного банка, призванного отвечать за эту сферу деятельности. Выпуском денег заведовали сами французские короли, которые постоянно занимались «порчей» монеты, вводили сильно завышенный курс монет, невыгодный для населения; а представители крупной аристократии и различные дельцы чеканили фальшивую монету, которой была наводнена вся Франция. Поэтому к деньгам не было никакого доверия, и все основные расчёты в стране производились в натуре. Крестьяне рассчитывались частью своего урожая, а представители других сословий писали долговые расписки, которые, в конечном счёте, погашались посредством взаимозачётов.
Неразвитость торговли и денежного обращения сложились во Франции исторически в течение столетий, предшествовавших Старому порядку. Ранее, в XIV—XVI вв. одним из главных требований французских крестьян в ходе массовых восстаний была замена всех денежных платежей платежами в натуре — и эти требования, в конечном счёте, были удовлетворены. 
Не существовало никакого единообразия в области сбора налогов, для каждого города и провинции существовал свой особый налоговый режим и свои особые налоги; и точно так же размер налогов, взимаемых с одного хозяйства, мог сильно отличаться от величины тех налогов, которые взимались с хозяйства соседнего. В результате, как указывал А. Токвиль, французские крестьяне, даже имевшие неплохие доходы, старались прикидываться нищими, чтобы не вызвать зависть окружающих и не навлечь на себя пристрастную налоговую развёрстку.

Понять основные черты Старого порядка можно лишь в том случае, если мы забудем утилитарные понятия, введённые в XX веке; почти ничто в этих чертах не может нам показаться разумным или логичным. П. Губер

## Развитие общества и общественные институты

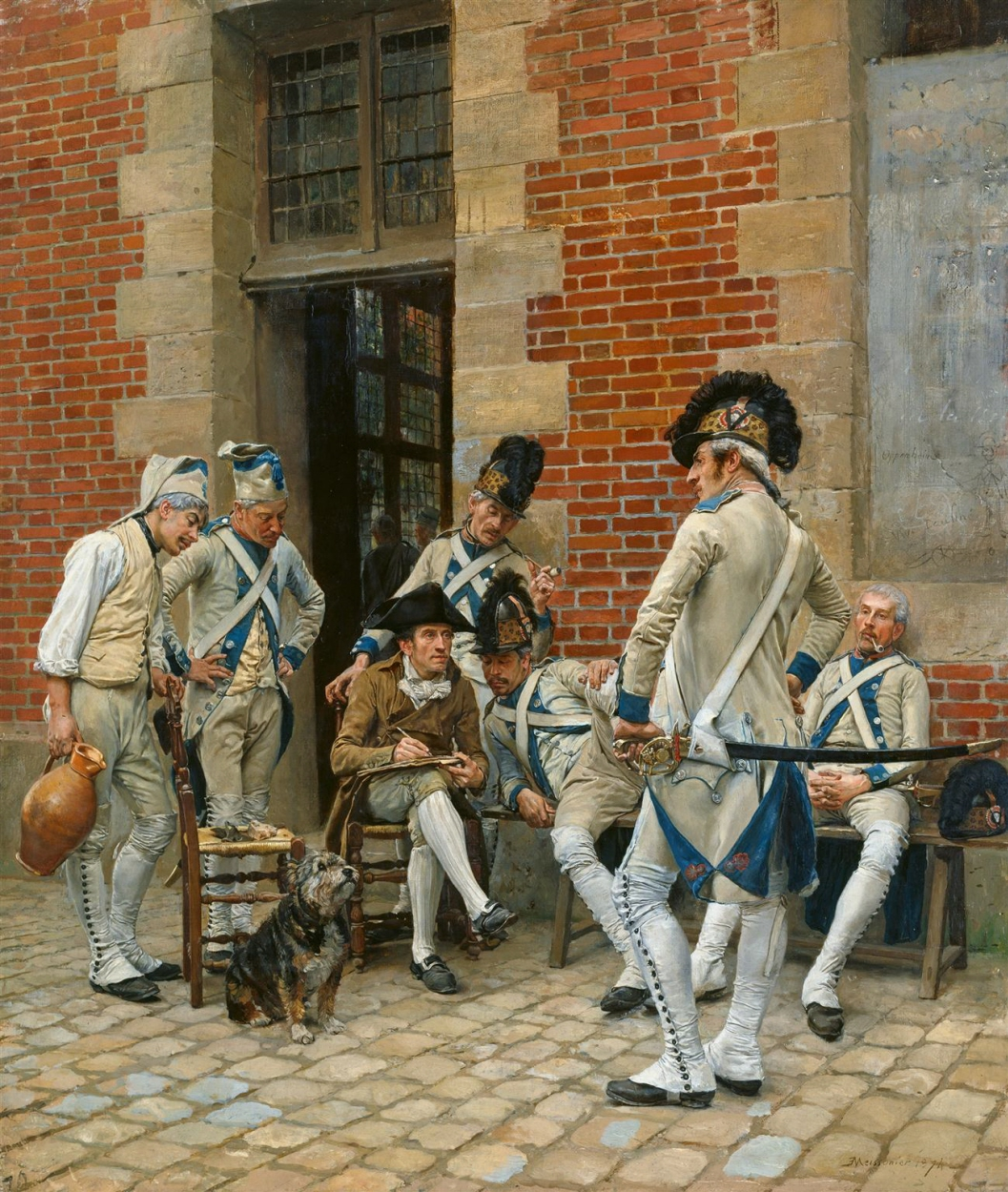
Жан-Луи-Эрнест Мейссонье. Портрет сержанта

Неразвитость торговли и денежного обращения была одной из причин крайней статичности населения. Как показали исследования историков, подавляющее большинство французских крестьян XVII — первой половины XVIII вв. никогда в своей жизни не выезжало за пределы своей деревни на расстояние более нескольких километров. Почти в каждой провинции существовали свои единицы мер и веса, несопоставимые с единицами, применяемыми их соседями. Около 80 % французского населения было неграмотным.
Судебная система была крайне сложной и запутанной — так, только в одном районе Парижа существовало порядка 40 различных судов и трибуналов. Судьями являлись исключительно представители первого и второго сословия. Все судебные должности продавались и наследовались, что предопределяло большое представительство среди судей крупной аристократии. Например, одних только помещичьих судов (где помещик выступал судьёй) было во Франции порядка 20-30 тысяч. Историки отмечают постоянную дискриминацию третьего сословия, особенно крестьян, в судебных разбирательствах.
Законы были сложны и запутаны, их выполнение отнюдь не было обязательным, а из любого закона было множество исключений. «Часто жалуются, что французы презирают закон; увы! Когда бы они смогли научиться уважать его? Можно сказать, что у людей старого порядка то место, которое в человеческом уме должно занимать понятие закона, пустовало».
Церковь являлась не только самым крупным землевладельцем, но и политическим институтом: всё третье сословие было обязано платить специальный церковный налог (церковную десятину), достигавший в некоторых провинциях 10-12% от валового урожая. Уплата церковного налога не давала права крестьянам пользоваться услугами священников — они должны были им платить отдельно (за крещение ребёнка, проведение мессы, венчание и т. д.), что вызывало постоянное недовольство населения и требования отмены десятины, которая воспринималась как несправедливый налог на третье сословие. Во время революции церковь, наряду с аристократией, подверглась нападкам, преследованиям и террору.

Одним из первых деяний французской революции, — писал А. Токвиль, — было покушение на Церковь, а среди порождённых ею страстей безбожие зажглось первым и угасло последним. …такую ожесточённую ненависть христианство разожгло не как религиозное учение, а как политический институт; не потому что священники брались улаживать дела мира иного, но потому что в мире этом они были собственниками, сеньорами, сборщиками десятины, администраторами; не потому что Церковь не могла занять место в новом обществе, которое собирались основать, но потому что она уже занимала самое привилегированное и самое сильное место в том старом обществе, которое собирались обратить во прах.

## Язык
Французский язык эпохи дореволюционной Франции значительно отличался от современного, поскольку французские революционеры, как затем и советские в России, приступили к активному постреволюционному языковому строительству, так как считали, что моду французской речи до революции задавали королевские придворные. Королевский французский внезапно стал восприниматься как вычурный и помпезный. Ряд языковых норм, в том числе фонетических, подвергся ревизии. К примеру буквосочетание «oi» до революции при дворе произносившееся как [we], было изменено на [wa], считавшееся до этого просторечием. Ряд старофранцузских лексем окончательно канули в прошлое. Тем не менее, поскольку данные изменения во Франции произошли после 1789 года, французский язык в Канаде, которую в 1759 году захватили британцы, не подвергся языковой ревизии и сохранил до настоящего времени, в большей или меньшей степени, черты королевского французского.
Кроме того, между разными регионами Франции до 1789 г. существовали большие языковые различия, что объяснялось замкнутостью существования основной массы населения и отсутствием связей между разными регионами. После краха Старого порядка эти языковые различия начали быстро исчезать.

## Попытки трансформации Старого порядка во второй половине XVIII века

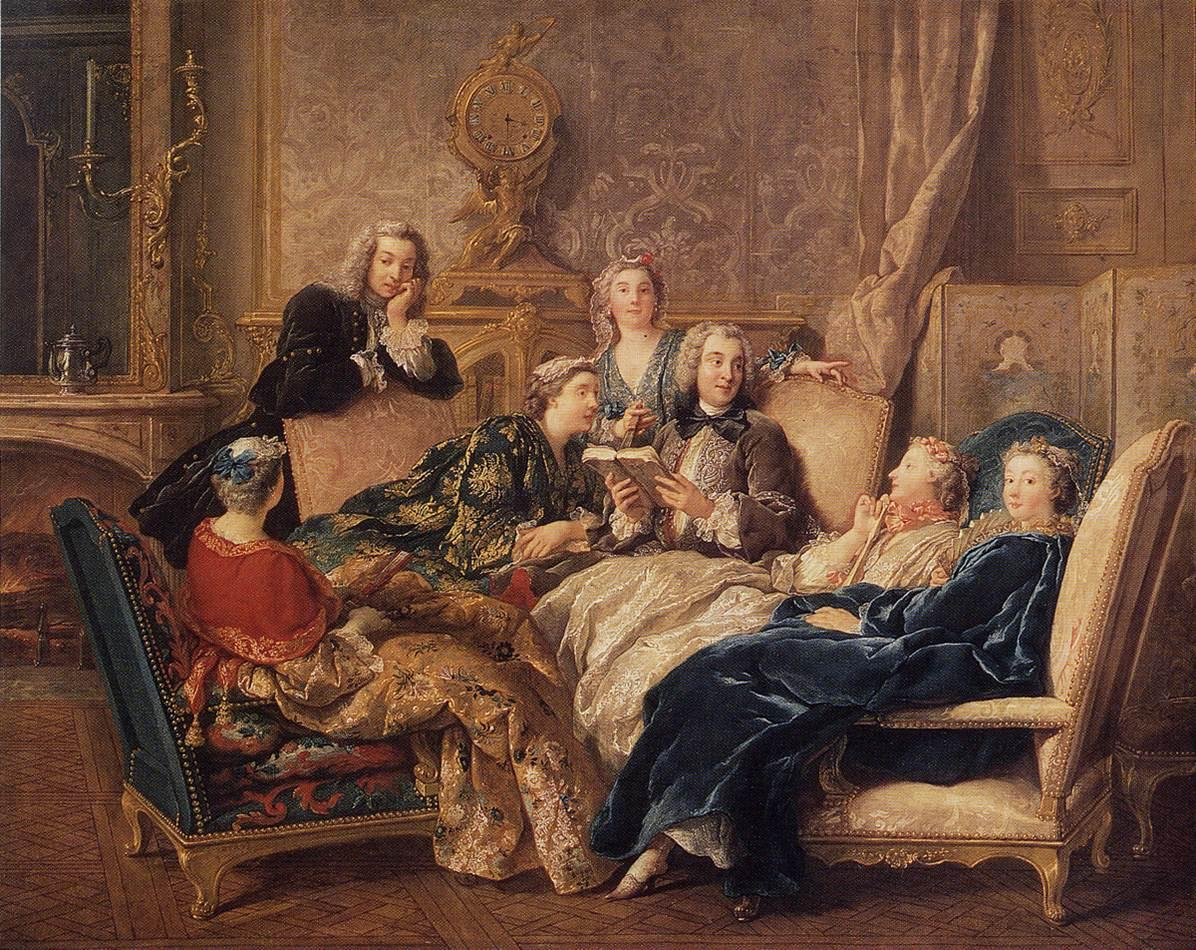
«Чтение Мольера» или «Чтение в салоне», картина Жан-Франсуа де Труа, около 1728 года

Успехи Англии и других соседних государств в экономической области вызвали у французских королей Людовика XV и Людовика XVI и их окружения желание начать реформы, которые могли бы способствовать развитию Франции. Попыткам осуществления этих реформ во второй половине XVIII в. способствовало распространение либеральных взглядов в экономической (физиократы) и политической области (энциклопедисты).
В политической области наряду с неудавшимися мероприятиями Людовика XV по отмене продажи государственных должностей (1771 г.), отражением этих взглядов явилась реформа муниципальных советов 1787 года при Людовике XVI. В результате этой реформы впервые в истории страны были сформированы местные органы власти, составленные в основном из представителей третьего сословия. Более того, этим органам были предоставлены беспрецедентные права по управлению местными делами, урезавшие полномочия королевских интендантов, которые ранее были полновластными хозяевами в провинциях. Как пишет А. Токвиль, эти провинциальные собрания сразу же после своего образования в 1787 г. «вступили в скрытую, а порой и явную войну с интендантами», что немедленно изменило положение дел в провинциях. Следующим шагом по либерализации системы управления стал созыв Людовиком XVI в 1789 г. Генеральных Штатов (в предыдущий раз Генеральные Штаты собирались лишь в 1614 г.).
Смелые инициативы Людовика XVI во многом предопределили дальнейший ход Великой Французской революции. Население Франции внезапно осознало, что у него тоже есть политические права. «Это внезапное и громадное обновление всех административных правил и обычаев, предшествовавшее у нас политической революции, и о котором сегодня едва упоминают, было, однако, одним из значительных переворотов, когда-либо встречавшихся в жизни великого народа. Эта первая революция оказала необычайное влияние на вторую, и превратила её в событие, отличное от всего подобного, случавшегося раньше в мире, или же случившегося потом».
Ещё большие последствия имели попытки проведения либеральных реформ в экономической области и быстрое развитие, начиная с середины XVIII в., рыночной экономики (капитализма). Прежде всего, как пишет П. Губер, впервые, по меньшей мере, за 4 столетия во Франции установилось нормальное денежное обращение: в 1726 году было зафиксировано твёрдое серебряное содержание французского ливра (около 4,5 г. серебра), которое оставалось неизменным практически до самой революции 1789 г. Во-вторых, впервые начала быстро развиваться внешняя торговля Франции, которая в течение XVIII в. выросла в 5-6 раз. В-третьих, в стране развернулось грандиозное дорожное строительство (за 40 лет было построено 4000 км дорог), что стимулировало развитие внутренней торговли между разными провинциями страны.
Находясь под сильным влиянием идей либеральных экономистов (физиократов), Людовик XV в 1763 году отменил существовавшие ранее ограничения на ведение хлебной торговли и внутренние торговые пошлины. Результатом стала серия голодоморов, сопровождавшаяся всплеском восстаний в ряде областей страны. Особенно суровым был голодомор 1770—1771 гг., превзошедший по своим последствиям все те, что были ранее. Либеральный эксперимент был прекращён, но спустя несколько лет, в 1774—1776 гг., его повторили вновь. Эта попытка также потерпела неудачу, вызвав новый всплеск массового голода и народные восстания, после чего правительство либеральных экономистов (физиократов) во главе с Тюрго было вынуждено уйти в отставку.

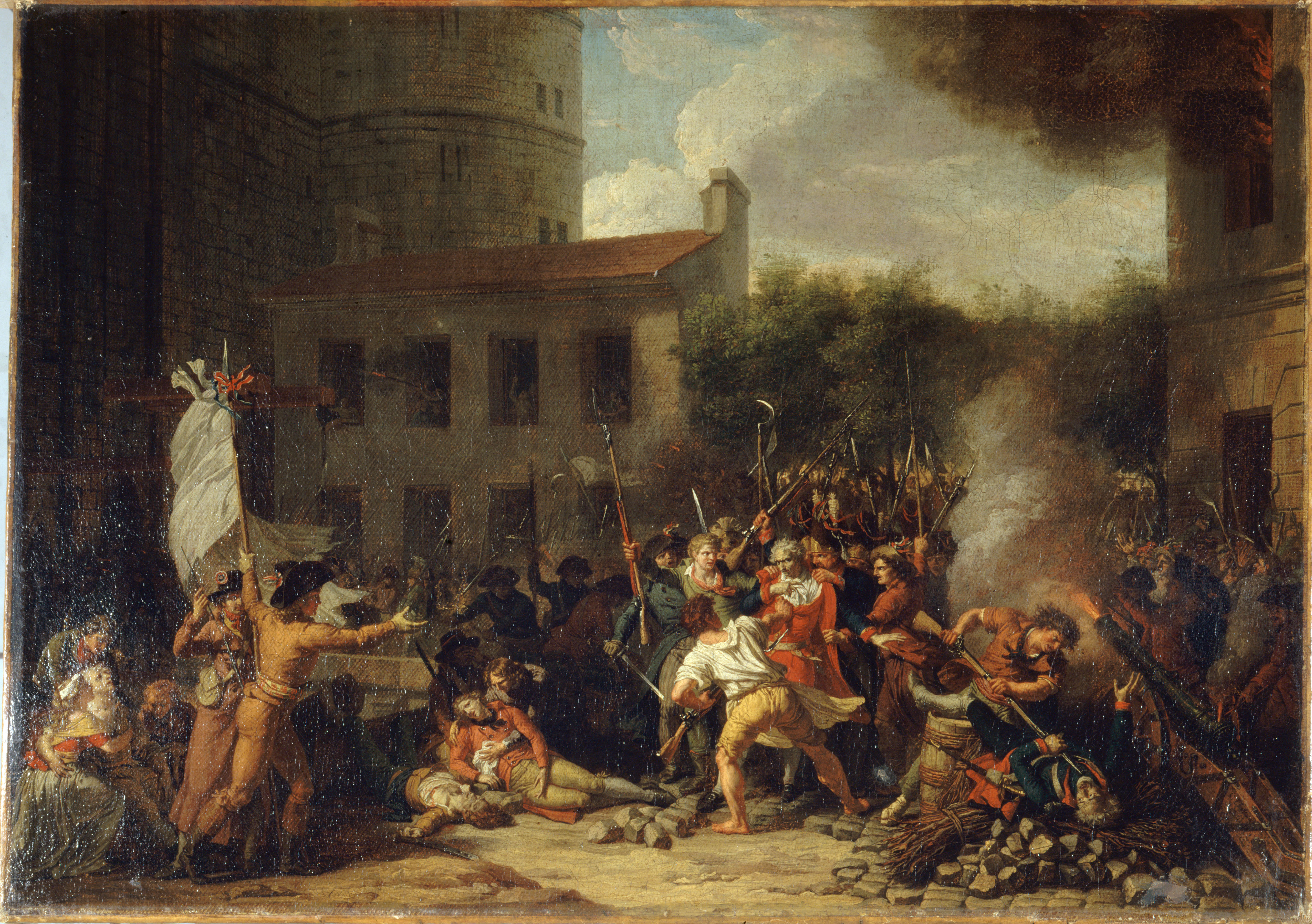
«Штурм Бастилии», Шарль Тевенен. (1793 год).

Накануне революции была предпринята ещё одна попытка введения либеральной рыночной экономики. В 1786 году был заключён договор о свободной торговле с Великобританией, приведший к массовому импорту во Францию английских товаров. По оценкам современников, в течение 2 лет после подписания договора это привело к увольнению 500 тысяч французских рабочих и банкротству 10 тысяч предприятий страны. Опять возобновились голодоморы — тот, что случился в 1788—1789 гг., накануне революции, по оценке С. Каплана, превзошёл по своим катастрофическим последствиям голодомор 1770—1771 гг.
И. Валлерстайн и С. Каплан полагают, что именно попытки следовать советам либеральных экономистов (физиократов) при введении рыночных отношений во Франции накануне 1789 г. вызвали массовый голод, безработицу среди населения страны и способствовали началу Великой Французской революции и эксцессам её первого этапа.
В целом тот характер, который приняла в дальнейшем Великая Французская революция, вытекал из необходимости слома Старого порядка и уничтожения его институтов, осознаваемой большинством общества, а также был связан с массовым протестом населения против мер по утверждению нового капиталистического режима, которыми оно было недовольно. В последующие годы это вылилось в ностальгию французов по Старому порядку, которую испытывали не только дворяне, но и, например, крестьяне во время контрреволюционных мятежей в Вандее и других провинциях. Желание вернуть стабильность, царившую при Старом порядке, выразилось в росте монархических настроений, достигших своего пика во Франции накануне прихода к власти Наполеона Бонапарта.